# Medo (mitologia)
Na mitologia greco-romana, Medo são dois personagens:
- Filho de Medeia e do Rei Egeu, quando Teseu volta, Medeia tenta envenená-lo, mas Egeu descobre que Teseu era seu filho e impede o assassinato. Medeia e Medo voltam para a Cólquida, e descobrem que Eetes tinha sido deposto por seu irmão Perses. Medeia e Medo matam Perses, e Medo se torna rei. Quando Medo conquista um grande território, este passa a se chamar Média.
- Na mitologia romana é o deus do medo, filho de Ares e Afrodite, irmão de Terror (Deimos para os gregos). Na Grécia era Fobos.